# Pélage le Conquérant
Pour les articles homonymes, voir Pélage.
Pelayo (en latin Pelagius, en espagnol Don Pelayo), né à la fin du VIIe siècle en Cantabrie, mort en 737 à Cangas de Onís (Asturies), est le premier roi des Asturies. Il règne de 718 à 737.

## Biographie

### Origine
Pelayo est le fils d'un noble wisigoth nommé Favila, duc de Cantabrie. Dans certaines chroniques mozarabes, il est présenté comme un proche parent de Rodéric, dernier roi wisigoth d'Espagne. La Chronique d'Alphonse III, rédigée vers 900, le fait descendre du roi wisigoth Chindaswinthe (642-653). Il est le père de Favila des Asturies qui succède à son père comme roi des Asturies avant d'être tué par un ours, et d'Ermesinda qui se marie avec Alphonse de Cantabrie, qui succédera à son beau-frère Favila.

### Rôle avant l'invasion de l'Espagne
Au temps du royaume wisigoth, Pelayo, dont l'origine aristocratique est affirmée par diverses sources, occupe dans la capitale du royaume, Tolède, la fonction de spatharius, c'est-à-dire de membre de la garde personnelle des souverains wisigothiques.
Selon la Chronique d'Albelda, rédigé dans les Asturies à la fin du IXe siècle, Pelayo, « chassé de Tolède par le roi Wittiza, entra en Asturies après quoi, l'Espagne fut occupée par les Arabes. Pelayo inaugura la rébellion contre eux en Asturies… » ». En revanche, la Chronique dite de Silos relate la fuite de Pelayo, pourchassé par les Maures depuis Tolède, et sa venue chez les Asturiens avec ses compagnons, des soldats wisigoths.

### Fondateur du royaume des Asturies
Après la défaite et la mort probable du roi Rodéric à la bataille de Guadalete, près de Xérès (été 711), les troupes musulmanes continuent leur progression vers le nord de l'Hispanie. En 714, Amaya, capitale du duché de Cantabrie, capitule devant l'armée de Tariq ibn Ziyad, qui met à sac la ville. Pelayo fils de Favila, duc de Cantabrie, se réfugie avec Pierre de Cantabrie dans les vallées profondes du comté de Liébana, au cœur de la Cordillère Cantabrique.
Sur l'élection de Pelayo au trône asturien, les deux rédactions de la Chronique d'Alphonse III donnent des versions contradictoires. Selon le texte primitif, Pelayo aurait reçu son pouvoir des montagnards cantabres pour combattre l'occupation de Gijón par les musulmans. Selon la version secondaire de la chronique, moins fiable car interpolée pour des raisons politiques, Pelayo aurait été élu roi par les « Goths de sang royal », renouant ainsi avec la vieille tradition germanique de l'élection des souverains par les nobles, tradition qui avait été pourtant abandonnée par les Wisigoths en 633.
Après le départ (ou la défaite) de Munuza, gouverneur musulman de Gijón en 722, Pelayo fonde le royaume des Asturies (englobant le duché de Cantabrie par le mariage de sa fille au fils du Duc de Cantabrie). Il fixe sa capitale dans la petite ville de Cangas de Onís non loin du comté de Liébana, et se présente comme le successeur des rois wisigoths dont le souvenir est toujours vivace dans la mémoire collective des chrétiens romanophones de la péninsule ibérique.
Selon l'historien espagnol Claudio Sánchez-Albornoz, dans le royaume des Asturies, au temps du roi Pelayo et de ses premiers successeurs, il n'y avait ni cour, ni monarque, mais seulement un caudillo, un simple chef de guerre accompagné de ses guerriers cantabres (qu'on appelle asturiens à partir du IXe siècle) descendus de la montagne à son appel.
Il reste plusieurs années peu actif, ignoré ou méprisé par les musulmans avant d'émerger en remportant une première victoire lors de la bataille de Covadonga en 722, qui devient le mythe fondateur de la reconquête espagnole.

## Mariage et descendance
Il épouse une noble wisigothe, Gaudiosa (es). De ce mariage naissent :
- Favila (mort en 739), successeur de Pelayo ;
- Ermesinda, mariée à Alphonse le Catholique, beau-frère et successeur de Favila.

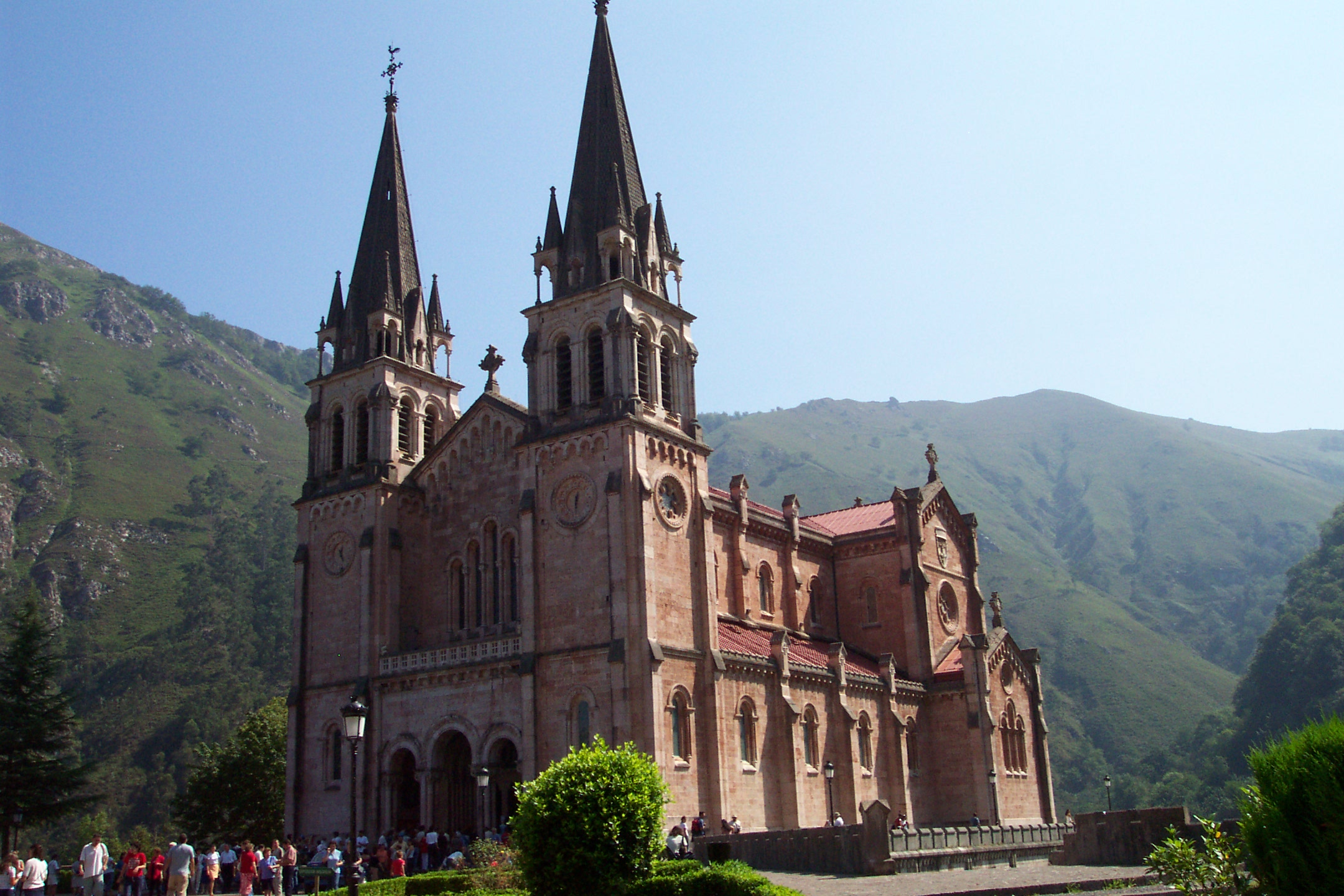
Basilique Notre-Dame de Covadonga.

## Hommages
Considéré ultérieurement comme l'initiateur de la Reconquista, Pelayo est l'un des héros de l'Espagne et le titre de « Prince des Asturies » est donné à l'héritier de la couronne.
Le compositeur italien Gaspare Spontini a écrit un opéra intitulé Pelage ou le Roi de la Paix (Paris, 1814).
Le compositeur italien Saverio Mercadante a écrit un opéra intitulé Pelagio (Naples, 1857).
L'auteur dramatique français Alexandre Guiraud a donné au Théâtre-Français une pièce intitulée La Tragédie de Pélage (Paris, 1820).
En Espagne, plusieurs rues portent son nom (Calle Rey Pelayo, Calle San Pelayo ou Calle Pelayo), notamment à Cangas de Onís, Oviedo, Langreo et Nava.

## Galerie

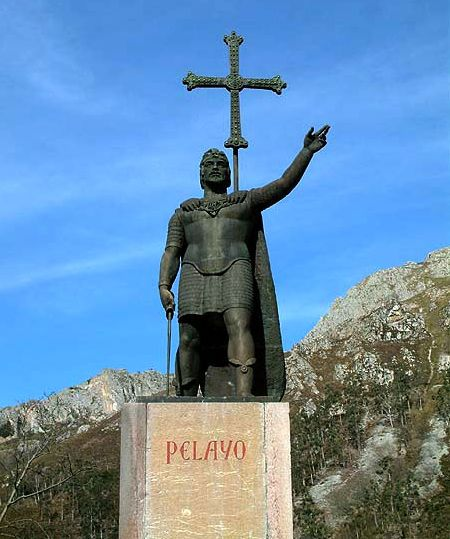
La statue de Pelayo à Covadonga.
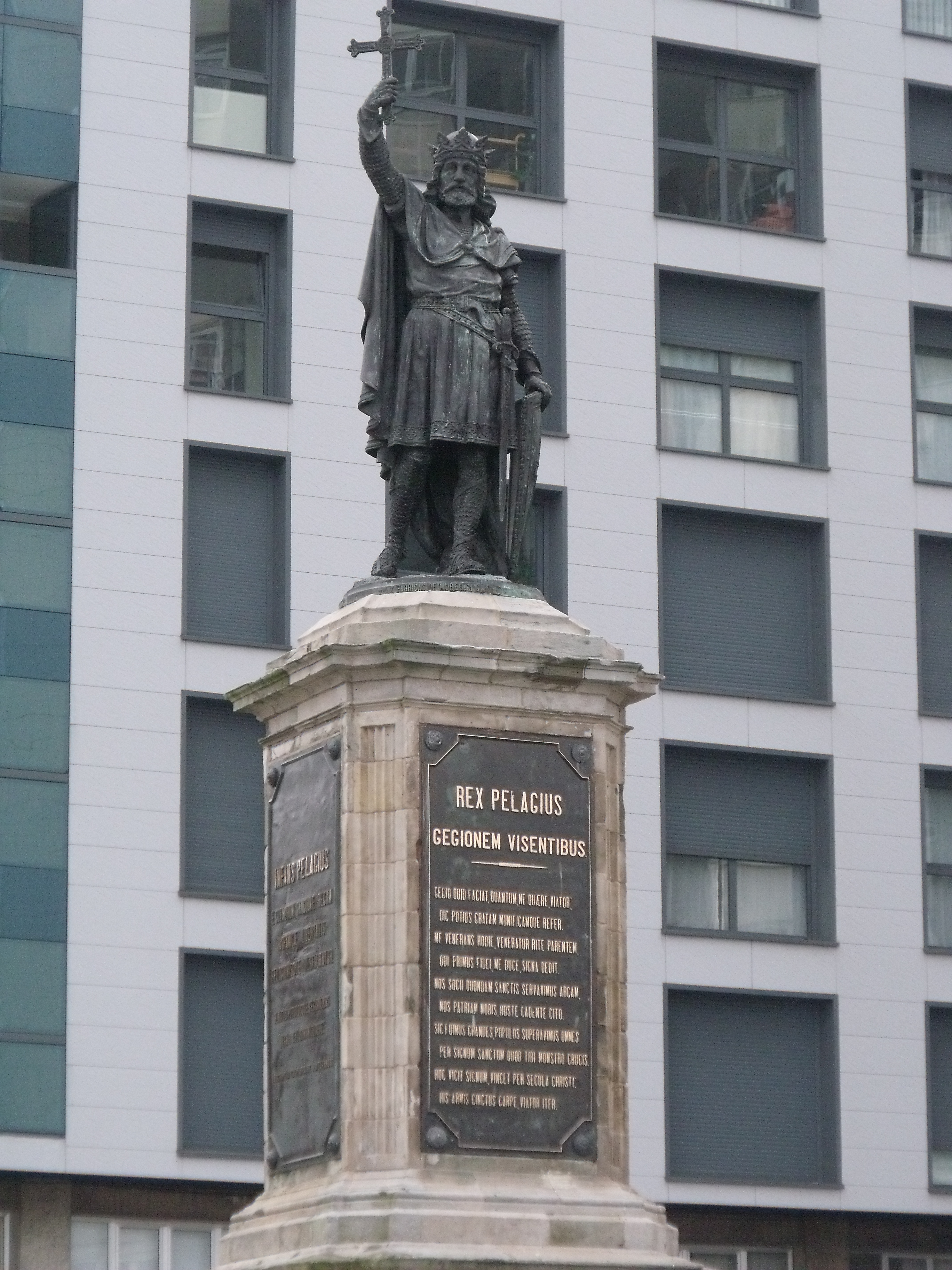
Le Monumento a Pelayo à Gijón.
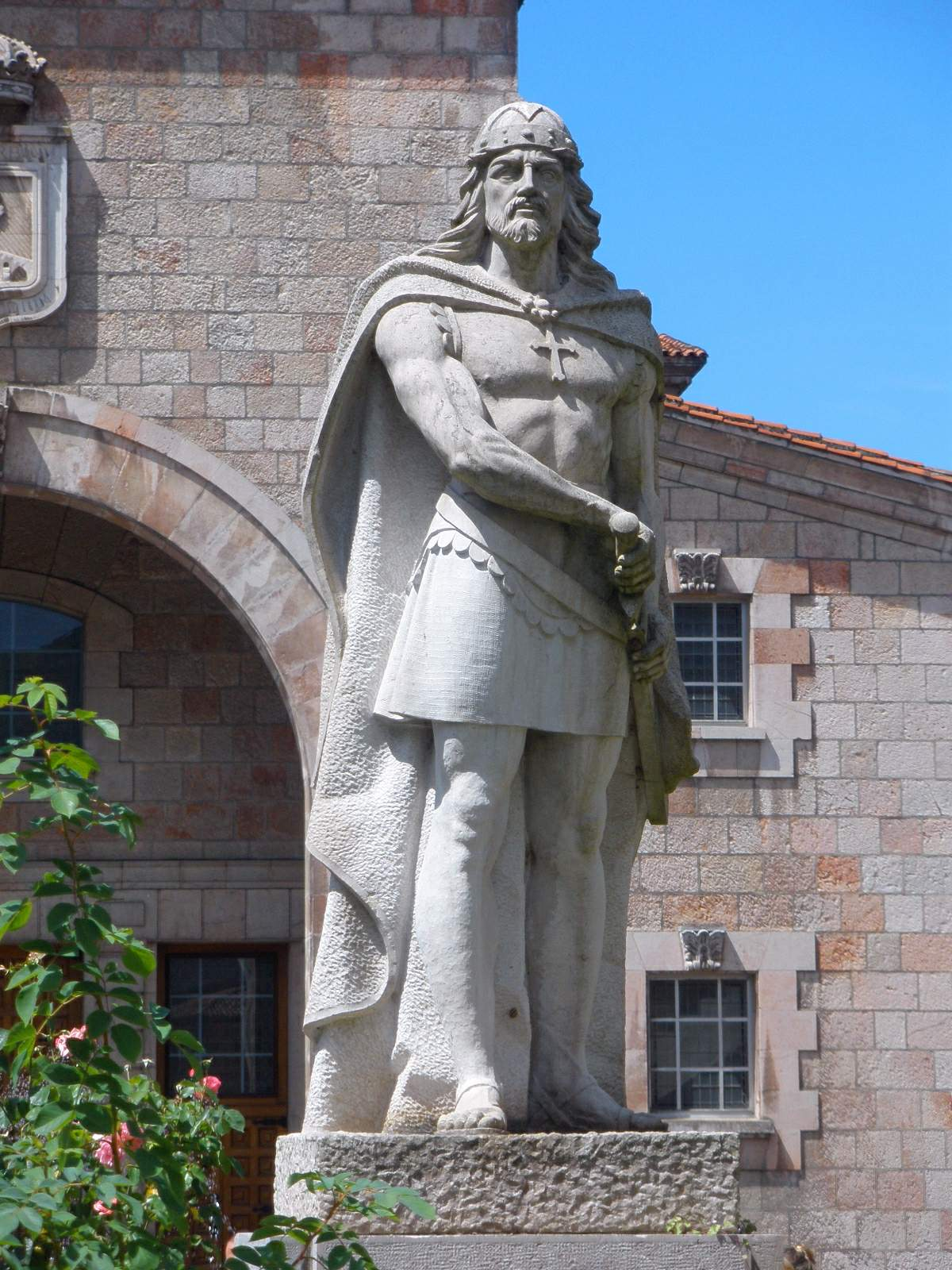
Le Monumento a Don Pelayo à Cangas de Onís.
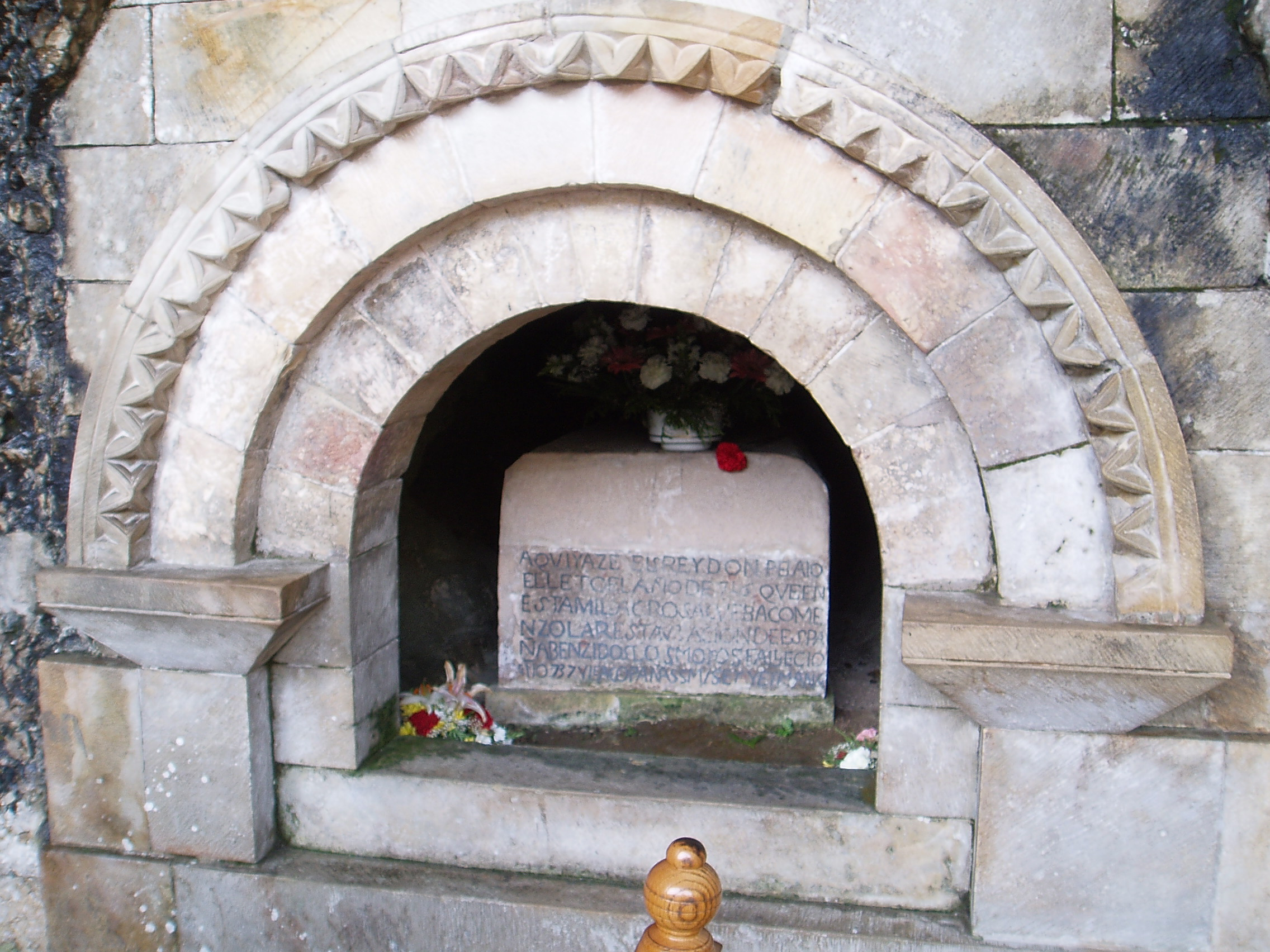
La sépulture de Pelayo.